# Zamalek Sporting Club (volley-ball féminin)
Ne doit pas être confondu avec Zamalek.
Maillots
Al Zamalek ou (arabe: نادي الزمالك) (section volley-ball féminin), est l'une des nombreuses sections du Zamalek Sporting Club, club omnisports basé au Caire, Égypte.

## Palmarès
- Championnat d'Afrique des clubs champions féminin de volley-ball (3)
  - Vainqueur : 2023[2], 2024 et 2025[3]
- Coupe d'Afrique des clubs vainqueurs de coupe féminine de volley-ball
  - Finaliste : 1989
- Championnat d'Égypte féminin de volley-ball (4)
  - Vainqueur : 1979, 1980, 1981, 1983
- Coupe d'Égypte féminine de volley-ball (8)
  - Vainqueur : 1978, 1979, 1980, 2023, 2025